# Pulverbach (Klosterbach)
Der Pulverbach ist ein rechter und westlicher Zufluss des Klosterbachs im Donauried im Landkreis Dillingen an der Donau im  bayerischen Schwaben. Er entsteht durch die Vereinigung von Egaugraben und Ruthengraben auf der Gemarkung der Stadt Höchstädt an der Donau, in deren Siedlungsbereich er mündet. Er selbst ist über vier Kilometer lang, mit jedem seiner beiden Oberläufe erreichte er über neun Kilometer Länge.

## Geografie

### Egaugraben
Der 5 km lange Egaugraben. der die gleiche Gewässerkennzahl wie der Pulverbach trägt, beginnt seinen Lauf im Wittislingener Dorf Schabringen. Bei Hochwasser fließt dort Wasser an einem Rechtsknick der Egau nach links in seinen Grabenzug. Der Egaugraben läuft von hier über dreieinhalb Kilometer in ostnordöstlicher Richtung und nimmt dann von links den ähnlich langen, aber viel einzugsgebietsreicheren Äußeren Riedgraben auf. Dann fließt er östlich und wechselt auf die Gemarkung von Höchstädt an der Donau, wo er sich bald im Tiefried mit dem Ruthengraben vereint.

### Ruthengraben
Der Ruthengraben ist ein rechter Abzweig des Klosterbachs, der im Norden zum Egaugraben/Pulverbach fast parallel läuft. Dieser senkrecht abgehende und senkrecht mündende Ablaufgraben beginnt genau gegenüber der Mündung des Brunnenbachs in den Klosterbach nahe der Höchstädter Mittelmühle und setzt die südliche Laufrichtung dieses großen Zuflusses fort. Der nur etwa 0,6 km lange Graben, vor allem im Unterlauf deutlich breiter als der Egaugraben, leitet einen Teil des Wassers im Klosterbach zum Egaugraben hin, aus beiden entsteht der Pulverbach.

### Pulverbach
Der Pulverbach fließt nach der Vereinigung der beiden Gräben in der Zulaufrichtung des schmaleren Egaugrabens weiter nach Osten. Fast den Südrand des Höchstädter Dorfes Deisenhofen berührend, unterquert er die Kreisstraße von dort nach Steinheim an der Donau (DLG 25), passiert dann die Höchstädter Ölmühle, auch Pulvermühle genannt, wo ein weniger als 200 Meter langer linker Mühlkanal abgeht und rückläuft, und tritt nach Unterqueren einer weiteren Kreisstraße (DLG 21) in nur noch etwa 200 Metern Abstand vom Klosterbach ins Siedlungsgebiet von Höchstädt ein. Wenig nördlich der Altstadt läuft er unter der Straßenbrücke der B 16 hindurch und mündet dann, nach einer letzten Linkswendung bei der Sandmühle, im Ort kurz vor der Brücke der Ellimahdstraße von rechts und zuallerletzt Südwesten in den Klosterbach ein.

### Einzugsgebiet
Der Pulverbach entwässert eine Fläche von 21 km Größe im Naturraum des Donaurieds ostwärts zum Donau-Zufluss Klosterbach. Es erstreckt sich vom mit ca. 465 m ü. NHN höchsten Punkt im Einzugsgebiet auf dem flachen Südostausläufer Zehentbergle des Langenbergs nördlich von Wittlisingen nach Osten bis zur Mündung in Höchstädt an der Donau etwa 11 km weit; quer dazu misst es an der breitesten Stelle etwas über 3 km. Die nördliche Wasserscheide verläuft durchwegs gegen den Klosterbach, schon recht weit im Westen und bis zur Mündung dicht an diesem. Von hier an zieht die Einzugsgebietsgrenze erst westlich, später westnordwestlich, erst zuallerletzt ab Wittlisingen nördlich und hält schon bald nahen Kontakt zur rechten Konkurrentin Egau, die auch zur Donau strebt. Die Wasserscheide ist allenfalls im Westzipfel des Einzugsgebietes um Wittlisingen deutlich ausgeprägt.
Beide Konkurrenten des Pulverbachs spenden ihm über den oberen Egaugraben bzw. den Ruthengraben zumindest zeitweise Wasser.

### Zuflüsse und Stillgewässer
- Egaugraben, rechter Oberlauf, 5,1 km (linker Flutgraben für die Egau)
  - Äußerer Riedgraben, von links in den Egaugraben, 3,6 km und 9,4 km²
Der Egaugraben hat hier erst ein Einzugsgebiet von 1,2 km².
- Ruthengraben, linker Oberlauf, ca. 0,6 km. Rechter Abzweig des Klosterbaches an der Mittelmühle.

## Naturschutz
Innerhalb des Natura-2000-Konzepts sind die Bachläufe von Klosterbach, Pulverbach und Egaugraben als FFH-Gebiete vorgesehen. Im Zuge einer geplanten Ortsumfahrung von Dillingen an der Donau wurde eine FFH-Verträglichkeitsstudie zur Überquerung der Egau sowie von Pulverbach und Brunnenbach durchgeführt.

### BayernAtlas („BA“)
Amtliche Online-Gewässerkarte mit passendem Ausschnitt und den hier benutzten Layern: Lauf und Einzugsgebiet des Pulverbachs

Allgemeiner Einstieg ohne Voreinstellungen und Layer: BayernAtlas der Bayerischen Staatsregierung (Hinweise)
1. 1 2 3  Höhe abgefragt auf dem Hintergrundlayer Amtliche Karte (Rechtsklick).
2. 1 2  Länge abgemessen auf dem Hintergrundlayer Amtliche Karte.
3. ↑  Name Pulvermühle ist eingetragen auf den zwei feinsten Auflösungsstufen des BayernAtlas. Auch an der DLG 15 steht ein mit „Pulvermühle“ beschriftetes Hinweisschild.

### Gewässerverzeichnis Bayern („GV“)
1. 1 2  Länge nach: Verzeichnis der Bach- und Flussgebiete in Bayern – Flussgebiet Donau von Quelle bis Lech, Seite 58 des Bayerischen Landesamtes für Umwelt, Stand 2016 (PDF; 2,3 MB) (Seitenzahl kann sich ändern.)
2. ↑  Einzugsgebiet nach: Verzeichnis der Bach- und Flussgebiete in Bayern – Flussgebiet Donau von Quelle bis Lech, Seite 58 des Bayerischen Landesamtes für Umwelt, Stand 2016 (PDF; 2,3 MB) (Seitenzahl kann sich ändern.)

### Sonstige
1. 1 2  Ralph Jätzold: Geographische Landesaufnahme: Die naturräumlichen Einheiten auf Blatt 172 Nördlingen. Bundesanstalt für Landeskunde, Bad Godesberg 1962. → Online-Karte (PDF; 3,9 MB)